# ち
ち en hiragana ou チ en katakana sont deux kanas, caractères japonais qui représentent la même more. Ils sont prononcés /cɕi/ et occupent la 17e place de leur syllabaire respectif, entre た et つ.

## Origine
L'hiragana ち et le katakana チ proviennent, via les man'yōgana, des kanjis 知 et 千, respectivement.

## Diacritiques
ち et チ peuvent être diacrités pour former ぢ et ヂ et représenter le son /ɟʑi/ ou /ʑi/.
Cependant, dans la prononciation du japonais moderne, la prononciation de ぢ est remplacée par celle de じ. L'écriture ぢ est utilisée très rarement.

## Romanisation
Ces kanas se romanisent différemment selon les systèmes :
- Hepburn :
  - ち et チ : « chi »
  - ぢ et ヂ : « ji » (comme じ)
- Kunrei :
  - ち et チ : « ti »
  - ぢ et ヂ : « zi » (comme じ)
- Nihon :
  - ち et チ : « ti »
  - ぢ et ヂ : « di »

## Tracé
L'hiragana ち s'écrit en deux traits.

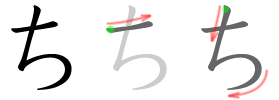
Ordre des traits pour ち.

1. Trait horizontal, de gauche à droite.
2. Trait débutant verticalement, légèrement diagonal et orienté vers la gauche, coupant le premier trait, puis formant une large boucle sur la droite.

Le katakana チ s'écrit en trois traits.

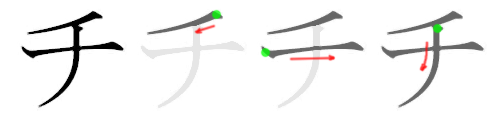
Ordre des traits pour チ.

1. Trait horizontal, de droite à gauche, descendant légèrement.
2. Trait horizontal, de gauche à droite, situé sous le premier.
3. Trait vertical coupant les deux premiers et s'incurvant légèrement à gauche à la fin.

## Représentation informatique
- Unicode[1],[2] :
  - ち : U+3061
  - チ : U+30C1
  - ぢ : U+3062
  - ヂ : U+30C2